# Marcin Śmiałek (lekarz weterynarii)
Marcin Śmiałek – polski lekarz weterynarii, doktor habilitowany nauk rolniczych.

## Kariera naukowa
W 2010 roku uzyskał tytuł lekarza weterynarii, nadanego przez Uniwersytet Warmińsko-Mazurski w Olsztynie. 
24 września 2014 roku ukończył studia doktoranckie na kierunku nauki weterynaryjne na Wydziale Medycyny Weterynaryjnej Uniwersytetu Warmińsko-Mazurskiego w Olsztynie na podstawie pracy pt. Mechanizmy odpornościowe błon śluzowych górnych dróg oddechowych u indyków uodpornianych przeciwko wirusowi zakaźnego zapalenia nosa i tchawicy (TRT).
Od 2011 roku zatrudniony jest w Uniwersytecie Warmińsko-Mazurskim w Olsztynie.
8 kwietnia 2022 roku uzyskał stopień doktora habilitowanego nauk rolniczych w dyscyplinie weterynarii na Uniwersytecie Warmińsko-Mazurskim w Olsztynie na podstawie rozprawy pt. Immunologiczne podstawy skuteczności szczepień przeciwko wiodącym chorobom układu oddechowego kur i indyków rzeźnych (IB, TRT) oraz potencjalne interakcje tych szczepień ze szczepieniem przeciwko kolibakteriozie w warunkach terenowych, wraz z oceną zasadności szczepienia przeciwko Escherichia coli.

## Publikacje
- 2012: The perspective of immunoprophylaxis and selected immunological issues in the course of the turkey rhinotracheitis.
- 2012: Epidemiological investigation of selected pigeon viral infections in Poland.
- 2013: Wykorzystanie sortera komórek oraz techniki ELISPOT do oceny rozwoju pamięci immunologicznej komórek B IgA+ po szczepieniu indyków przeciwko aMPV.
- 2013: Selected parameters of upper respiratory tract immunity in turkeys vaccinated against the trt.
- 2014: Fizjologia układu oddechowego ptaków grzebiących w kontekście zjawisk odporności poszczepiennej i zakażeń naturalnych.
- 2014: Neutrophil and macrophage apoptosis in bronchoalveolar lavage fluid from healthy horses and horses with recurrent airway obstruction.
- 2016: Application of pigeon circovirus recombinant capsid protein for detecting anti-PiCV antibodies in the sera of asymptomatic domestic pigeons and the potential use of a combination of serological and molecular tests for controlling circovirus infections in pigeon parent flocks.
- 2016: Wybrane zagadnienia z immunologii układu rozrodczego kury domowej.
- 2018: The impact of Aloe vera and licorice extracts on selected mechanisms of humoral and cell-mediated immunity in pigeons experimentally infected with PPMV-1.
- 2018: An evaluation of the impact of aloe vera and licorice extracts on the course of experimental pigeon paramyxovirus type 1 infection in pigeons.
- 2019: Field evaluation of maternal antibody transfer from breeder turkey hens to egg yolks, egg whites and poults.
- 2020: Research note: Effect of age on the distribution of lymphocytes in the oviduct in turkey breeder hens.

Opracowano na podstawie źródła:.